# Marcia Jones Smoke
Marcia Ingram Jones Smoke, z domu Jones (ur. 18 lipca 1941 w Oklahoma City) – amerykańska kajakarka, medalistka olimpijska.

## Kariera sportowa
Zdobyła brązowy medal w wyścigu jedynek (K-1) na dystansie 500 metrów na igrzyskach olimpijskich w 1964 w Tokio, przegrywając jedynie z Ludmiłą Chwiedosiuk ze Związku Radzieckiego i Hilde Lauer z Rumunii. Zajęła 5. miejsce w wyścigu K-1 na 500 metrów oraz 6. miejsce w parze ze swą siostrą Sperry Rademaker w wyścigu dwójek (K-2) na 500 metrów na mistrzostwach świata w 1966 w Berlinie. Zwyciężyła w konkurencjach jedynek, dwójek i czwórek (K-4) na igrzyskach panamerykańskich w 1967 w Winnipeg (kajakarstwo było dyscypliną pokazową na tych igrzyskach).
Zajęła 4. miejsce w wyścigu K-1 i 7. miejsce w wyścigu K-2 (wraz ze Sperry Rademaker) na igrzyskach olimpijskich w 1968 w Meksyku. Na mistrzostwach świata w 1971 w Belgradzie zajęła 9. miejsca w wyścigach K-1 i K-2. Na swych trzecich igrzyskach olimpijskich w 1972 w Monachium zajęła 9. miejsce w wyścigu K-1 na 500 metrów.
Zdobyła 45 złotych medali w mistrzostwach Stanów Zjednoczonych, w tym 11 razy z rzędu w wyścigu K-1 na 500 metrów. 24 razy była mistrzynią Ameryki Północnej.

## Rodzina
Jej mężem był William Smoke (ur. 1938), kajakarz, olimpijczyk z 1964 (rozwiedli się w 1991). Ich syn Jeff Smoke (ur. 1977) reprezentował Stany Zjednoczone w kajakarstwie na igrzyskach olimpijskich w 2004 w Atenach. Jej starsza siostra Sperry Rademaker (1939–2005) startowała wraz z nią na igrzyskach olimpijskich w 1968.